# Élections législatives portugaises de 1983
Les élections législatives portugaises de 1983 (en portugais : Eleições legislativas portuguesas de 1983) se sont tenues le 25 avril 1983 afin d'élire les 250 députés de la troisième législature de l'Assemblée de la République pour un mandat de quatre ans.
Le scrutin est remporté à la majorité relative par le Parti socialiste (PS).

## Contexte
La « révolution des Œillets » du 25 avril 1974 met fin à 40 ans de régime autoritaire et corporatiste de l'État nouveau. Elle est suivie de cinq ans d'instabilité.
Les élections législatives « intercalaires » de décembre 1979 portent au pouvoir l'Alliance démocratique (AD), une coalition de centre droit dirigée par le président du Parti social-démocrate (PPD/PSD) Francisco Sá Carneiro. Au cours des élections législatives du 5 octobre 1980, l'AD conforte sa majorité avec 134 députés sur 250 et plus de 46 % des suffrages, contre 74 élus et 28 % des voix pour le Front républicain et socialiste (FRS), constitué autour du PS de Mário Soares. La troisième place revient à l'Alliance du peuple uni (APU), créée par le Parti communiste portugais (PCP) d'Álvaro Cunhal et qui rassemble 17,1 % des voix, faisant élire 41 parlementaires.
Le 4 décembre 1980, alors que la campagne pour le premier tour de l'élection présidentielle s'achève, le Premier ministre Sá Carneiro et le ministre de la Défense nationale Adelino Amaro da Costa meurent dans un accident d'avion au décollage de Porto. Aussitôt le vice-Premier ministre Diogo Freitas do Amaral assure l'intérim à la tête de l'exécutif. Le premier tour organisé trois jours plus tard consacre la victoire du général António Ramalho Eanes, président de la République sortant et candidat soutenu par les partis de gauche, sur le général Soares Carneiro, appuyé par les formations de l'Alliance démocratique.
Le conseil national du PPD/PSD désigne alors le ministre adjoint au Premier ministre, fondateur du parti et rédacteur en chef du journal Expresso Francisco Pinto Balsemão pour prendre la suite de Sá Carneiro. Il prend ses fonctions le 9 janvier 1981. Du fait des luttes internes au sein du Parti social-démocrate, Pinto Balsemão démissionne dès le 11 août, mais les retrouve trois semaines plus tard, le 4 septembre.
Les élections locales du 12 décembre 1982 constituent un désaveu pour l'AD. Au total, elle perd plus de sept points et 30 villes par rapport au scrutin de 1979, tandis que le PS gagne 23 postes de maire. Face au redoublement des critiques internes au PPD/PSD, Pinto Balsemão renonce de nouveau à diriger le gouvernement et le président Eanes décide alors de dissoudre l'Assemblée de la République pour tenir de nouvelles élections législatives. À cette occasion, l'AD et le FRS ne sont pas reconduits.

## Mode de scrutin
Le mode de scrutin retenu, fixé par la loi électorale du 15 novembre 1974, prévoit l'élection des députés au scrutin proportionnel suivant la méthode d'Hondt, connue pour avantager les partis arrivés en tête.
La loi électorale, conformément aux dispositions constitutionnelles, établit le nombre de députés à 250, le maximum autorisé. Les députés sont élus dans 22 circonscriptions électorales, à savoir les 18 districts du Portugal, les Açores, Madère, l'Europe, et le reste du monde.

## Principaux partis et chefs de file
| Parti | Parti                                                                       | Idéologie                                                | Chef de file                                 | Résultats en 1980          |
| ----- | --------------------------------------------------------------------------- | -------------------------------------------------------- | -------------------------------------------- | -------------------------- |
|       | Parti social-démocrate Partido Social Democrata                             | Centre droit Libéralisme                                 | Carlos Mota Pinto                            | 82 députés                 |
|       | Parti socialiste Partido Socialista                                         | Centre gauche Social-démocratie, socialisme démocratique | Mário Soares                                 | 74 députés                 |
|       | Alliance du peuple uni Aliança Povo Unido                                   | Gauche Communisme, anticapitalisme                       | Álvaro Cunhal                                | 16,8 % des voix 41 députés |
|       | Parti du centre démocratique et social Partido do Centro Democrático Social | Centre Démocratie chrétienne, libéralisme                | Francisco Lucas Pires Ministre de la Culture | 46 députés                 |

## Résultats

### Scores
|                        |                                                               |           |       |      |        |               |  |  |  |  |  |  |  |  |
| Partis                 | Partis                                                        | Voix      | %     | +/-  | Sièges | +/-           |  |  |  |  |  |  |  |  |
|                        | Parti socialiste (PS)                                         | 2 061 309 | 37,07 | N/A  | 101    | 27            |  |  |  |  |  |  |  |  |
|                        | Parti social-démocrate (PPD/PSD)                              | 1 554 804 | 27,96 | N/A  | 75     | 7             |  |  |  |  |  |  |  |  |
|                        | Alliance du peuple uni (APU)                                  | 1 031 609 | 18,55 | 1,41 | 44     | 3             |  |  |  |  |  |  |  |  |
|                        | Parti du centre démocratique et social (CDS)                  | 716 705   | 12,89 | N/A  | 30     | 16            |  |  |  |  |  |  |  |  |
|                        | Parti démocrate-chrétien (PDC)                                | 39 180    | 0,70  | N/A  | 0      | en stagnation |  |  |  |  |  |  |  |  |
|                        | Parti populaire monarchiste (PPM)                             | 27 635    | 0,50  | N/A  | 0      | 6             |  |  |  |  |  |  |  |  |
|                        | Union démocratique populaire (UDP)                            | 27 260    | 0,49  | 0,92 | 0      | 1             |  |  |  |  |  |  |  |  |
|                        | Liste commune UDP-PSR                                         | 25 222    | 0,45  | N/A  | 0      | en stagnation |  |  |  |  |  |  |  |  |
|                        | Parti communiste des travailleurs portugais (PCTP)            | 20 995    | 0,38  | 0,22 | 0      | en stagnation |  |  |  |  |  |  |  |  |
|                        | Parti ouvrier d'unité socialiste (POUS)                       | 19 657    | 0,35  | 1,06 | 0      | en stagnation |  |  |  |  |  |  |  |  |
|                        | Parti socialiste révolutionnaire (PSR)                        | 13 327    | 0,24  | 0,79 | 0      | en stagnation |  |  |  |  |  |  |  |  |
|                        | Ligue socialiste des travailleurs (LST)                       | 11 500    | 0,21  | Nv.  | 0      | en stagnation |  |  |  |  |  |  |  |  |
|                        | Organisation communiste marxiste-léniniste portugaise (OCMLP) | 6 113     | 0,11  | 0,04 | 0      | en stagnation |  |  |  |  |  |  |  |  |
|                        | Parti démocratique de l'Atlantique (PDA)                      | 5 523     | 0,10  | 0,04 | 0      | en stagnation |  |  |  |  |  |  |  |  |
|                        | Parti communiste (Reconstruit) (PC(R))                        | 86        | 0,00  | Nv.  | 0      | en stagnation |  |  |  |  |  |  |  |  |
|                        |                                                               |           |       |      |        |               |  |  |  |  |  |  |  |  |
| Suffrages exprimés     | Suffrages exprimés                                            | 5 560 925 | 97,43 |      |        |               |  |  |  |  |  |  |  |  |
| Votes nuls             | Votes nuls                                                    | 146 770   | 2,57  |      |        |               |  |  |  |  |  |  |  |  |
| Total                  | Total                                                         | 5 707 695 | 100   | -    | 250    | en stagnation |  |  |  |  |  |  |  |  |
| Abstentions            | Abstentions                                                   | 1 629 369 | 22,21 |      |        |               |  |  |  |  |  |  |  |  |
| Inscrits/Participation | Inscrits/Participation                                        | 7 337 064 | 77,79 |      |        |               |  |  |  |  |  |  |  |  |